# Куантансингинги
Куантансингинги (индон. Kuantan Singingi) — округ в провинции Риау. Административный центр — город Талук-Куантан.

## Население
Согласно оценке 2010 года, на территории округа проживало 291 044 человек.

## Административное деление
Округ делится на следующие районы:
- Бенай
- Черенти
- Гунунг-Тоар
- Хулу-Куантан
- Инуман
- Куантан-Хилир
- Куантан-Мудик
- Куантан-Тенгах
- Логас-Танах-Дарат
- Пангеан
- Сингинги
- Сингинги-Хилир